# Rocío García Romero
Rocío García Romero, conocida como Rocío Romero (Chile, 1971) es una arquitecta estadounidense nacida en Chile.
Romero nació en 1971 en Chile y su familia se trasladó a San Diego (EE. UU.) en 1973.
Se graduó en Arquitectura en Berkeley en 1993 y acabó su máster en la Universidad del Sur de California en 1999. Durante los siguientes años trabajó con diversos arquitectos y estudios de arquitectura (Guthrie+Buresh, Eric Rosen, Matias Klotz y Space International) y en 2001 estableció su propia firma.
Los diseños de Romero son unidades prefabricadas construidas como grandes kits de montaje. Se trata de unidades de fácil construcción y que se pueden individualizar mucho. Utiliza técnicas y materiales tradicionales, por lo que los cualquier contratista de obra puede montarlas sin necesidad de expertos.
El primer diseño de Romero es la casa de vacaciones de Laguna Verde, Chile (diseñada en 1998, construida en 1999-2000), a la que siguió su propia casa en Perryville (Misuri). El origen de sus diseños se debe a que al intentar construir la casa de sus padres incurrió en importantes sobrecostes. Entonces revisó el proyecto, dándose cuenta del potencial de ahorro que había en el uso de unidades prefabricadas.
Romero no ejecuta todo el edificio. Sus kits incluyen las paredes, los suelos y la estructura del techo, así como las herramientas especiales necesarias para montarlos. Pero la cimentación, las acometidas de suministros, puertas o ventanas no las proporciona, sino que da las indicaciones técnicas. De esta manera los compradores pueden adaptarse a las normativas locales del lugar de emplazamiento de las casas.
Las edificaciones acabadas por Romero –las que usa ella y su familia- son estructuras luminosas donde las canalizaciones se ocultan en la estructura y los techos en pendiente quedan disimulados por paredes sobreelevadas, de forma que el conjunto parece una caja. El interior está decorado en estilo minimalista, con predominio del blanco.